# Обсада на Гандеса
Обсадата на Гандеса се провежда между юли и ноември 1938 г. по време на Гражданската война в Испания, няколко месеца след битката в същия град.

## Обща информация
Обсадата на Гандеса, или втората битка при Гандеса, е част от опита на испанската републиканска армия да си върне загубената територия след битката при Ебро, когато шест напълно оборудвани републикански дивизии успяват успешно да прекосят река Ебро. Ходът на републиканците първоначално изненадва бунтовническата фракция, но последната показва по-голямо логистично превъзходство и бързо докарва конвой от войски от Лерида, включително щурмови войски регуларес, Испанския легион и фалангисти като подкрепление.
Атаката срещу франкистките войски, окопани в град Гандеса, е водена главно от 35-а дивизия на 15-и армейски корпус на Мануел Тагуеня. Други дивизии в обсадата са 3-та, 11-а , 43-та, 45-а и 46-а. Сред нападателите XV Интернационална бригада, която води битката при Гандеса няколко месеца преди това, също участва, като това е последната ѝ битка в Испания.
След първоначалния си успех амбициозната републиканска офанзива се проваля и фронтът се стабилизира в линия от Сера де Пандолс на запад през Гандеса и съседната Вилалба делс Аркс, чак на изток до веригата Сера де Кавалс и на север до Сера де ла Фатарела. Републиканските войски започват многократни атаки срещу град Гандеса.
Пренебрегвайки съветите на колегите си генерали Гарсия Валиньо, Ягуе и Арондо, които предпочитат да задържат фронта такъв, какъвто е, и да започнат офанзива на север към Барселона, Франко иска да си върне загубената територия на всяка цена. Неговият план е да продължи да атакува републиканските линии с повтарящи се фронтални контраатаки въпреки големия брой жертви от собствената му страна.
След месеци на конфронтация на 2 ноември националистите доминират във всички високи точки на планините Пандолс и Кавалс и до 10 ноември всички републикански позиции на юг от Ебро са изоставени при бързо отстъпление. Голям брой жертви и от двете страни; националистическите армии могат да ги понесат, но републиканските военни не се възстановят от нанесените тежки загуби.